# 南阳高新技术产业开发区
南阳高新技术产业开发区位于河南省南阳市市区的北部和西北部，规划面积9.2平方公里，辖区面积24.86平方公里，辖14个社区居委会，总人口约12万。

## 历史
南阳高新技术产业开发区在1995年3月经河南省人民政府批准成立，1996年元月正式运行。2005年12月，通过中国国家发改委等部委对全国省级开发区的审核，成为河南省保留的4个省级高新区之一，纳入国家开发区名录库。同时，南阳高新区创业服务中心被中华人民共和国科学技术部批准为国家级创业服务中心。2010年10月升级为国家级高新区。